# Offensive de Prague
Pour les articles homonymes, voir Montagnes Blanches et Bataille de Prague.
Seconde Guerre mondiale
Batailles
Front de l’Est

Prémices :
- Campagne de Pologne
- Guerre d'Hiver

Guerre germano-soviétique :
- 1941 : l'invasion de l'URSS

- Opération Barbarossa

Front nord : 
- Guerre de Continuation
- Opération Silberfuchs
- Siège de Léningrad

Front central : 
- 2e bataille de Brest-Litovsk
- Bataille de Białystok–Minsk
- 1re bataille de Smolensk
- Bataille de Kiev

Front sud : 
- Siège d'Odessa
- Campagne de Crimée

- 1941-1942 : la contre-offensive soviétique

Front nord : 
- Poche de Demiansk
- Poche de Kholm

Front central : 
- Bataille de Moscou

Front sud : 
- Seconde bataille de Kharkov

- 1942-1943 : de Fall Blau à la 3e bataille de Kharkov

Front nord : 
- Offensive de Siniavino
- Opération Iskra
- Bataille de Krasny Bor
- Opération Poliarnaïa Zvezda

Front central : 
- Opération Mars

Front sud : 
- Bataille du Caucase (opération Fall Blau)
- Bataille de Stalingrad
- Opération Uranus
- Opération Saturne
- Offensive d'Ostrogojsk-Rossoch
- Offensive de Voronej-Kastornoe
- Opération Gallop
- Opération Étoile
- Troisième bataille de Kharkov

- 1943-1944 : libération de l'Ukraine et de la Biélorussie

Front central : 
- 2e bataille de Smolensk
- Opération Bagration

Front sud : 
- Bataille de Koursk
- Bataille du Dniepr
- Offensive Dniepr-Carpates
- Offensive de Crimée
- Offensive de Lvov-Sandomir

- 1944-1945 : campagnes d'Europe centrale et d'Allemagne

Allemagne : 
- Offensive Vistule-Oder
- Offensive de Poméranie orientale
- Siège de Breslau
- Offensive de Prusse-Orientale
- Bataille de Königsberg
- Bataille de Seelow
- Bataille de Bautzen
- Bataille de Berlin
- Capitulation allemande

Front nord et Finlande : 
- Guerre de Laponie
- Offensive Leningrad-Novgorod
- Bataille de Narva

Europe orientale : 
- Opération Margarethe
- Insurrection de Varsovie
- Soulèvement national slovaque
- Opération Panzerfaust
- Bataille de Budapest
- Opération Frühlingserwachen
- Offensive de Vienne
- Insurrection de Prague
- Offensive de Prague
- Bataille de Slivice

Front d’Europe de l’Ouest

Campagnes d'Afrique, du Moyen-Orient et de Méditerranée

Bataille de l’Atlantique

Guerre du Pacifique

Guerre sino-japonaise

Théâtre américain
L'offensive de Prague (russe : Пражская стратегическая наступательная операция : Prajskaïa Strategitchieskaïa Nastouparelnaïa Operatsia, littéralement offensive stratégique de Prague) est la dernière grande opération menée en Europe par l'Armée rouge au cours de la Seconde Guerre mondiale, menant à la capitulation du groupe d'armées Centre. Elle se déroule du 6 au 11 mai 1945, bien que le Troisième Reich capitule le 8 mai 1945. Elle est menée parallèlement à l'insurrection de Prague.
La ville de Prague est finalement libérée par l'Union soviétique. Toutes les troupes allemandes restantes se rendent à l'ennemi sans combattre. C'est le coup final porté au régime nazi par Staline avec la bataille de Berlin en avril 1945.

## Contexte
Le territoire de la République slovaque est totalement occupé par les unités soviétiques durant le mois d'avril, faisant disparaitre de fait cet État satellite créé par le Reich allemand. Le 6 avril, Edvard Beneš, ancien président de la République et chef du gouvernement tchécoslovaque en exil, revenu au pays, a formé un gouvernement de coalition restaurant l'État tchécoslovaque.
Dans la nuit du 30 avril au 1er mai 1945, le général allemand Karl Hermann Frank annonce à la radio qu'il ferait de n'importe quelle insurrection une « mer de sang ». La situation à Prague est instable. Frank savait que l'Armée rouge avançait sur Prague.
Le 5 mai, un soulèvement de Prague contre l'occupation allemande  éclate et les insurgés appellent les  Alliés  pour que ceux-ci viennent les appuyer. Au matin du 6 mai, plus de 1 000 barricades sont érigées par les slovaques et les insurgés prennent le contrôle de la moitié de la ville, chassant les garnisons allemandes présentes en zone urbaine. Le 6 mai, les forces allemandes situées à l'extérieur de la ville tentent de reprendre les principales positions perdues. Après que le 5e corps de la 3e armée américaine a atteint la ville de Pilsen à moins de 100 km de là, les insurgés de Prague sont convaincus que les troupes américaines vont bientôt atteindre la capitale, alors qu'un accord conclu entre Russes et Américains a établi une ligne de démarcation qui cède Prague par avance aux troupes russes.
Le 6 mai, les Soviétiques lancent l'assaut sur la ville.

## Déroulement

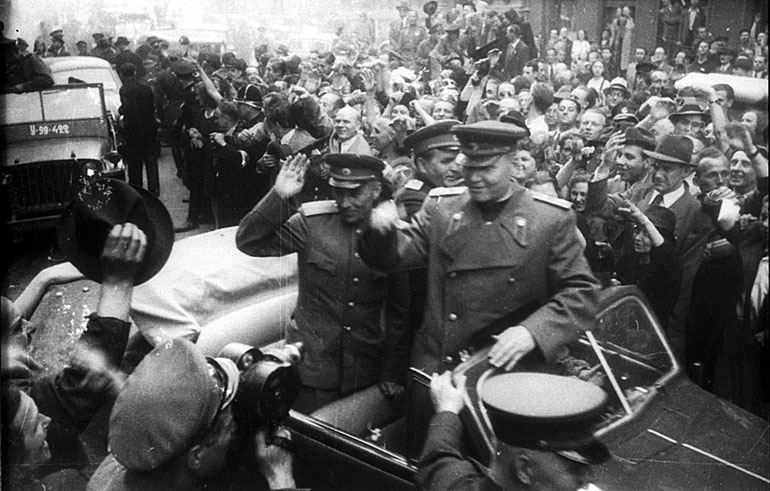
Libération de Prague par l'armée soviétique.

## Bilan et pertes
- Du côté allemand :

Dernière unité allemande à combattre, le groupe d'armées Centre capitule ; 50 000 soldats sont tués et blessés. Le reste des troupes allemandes se rend sans combattre (800 000 hommes).

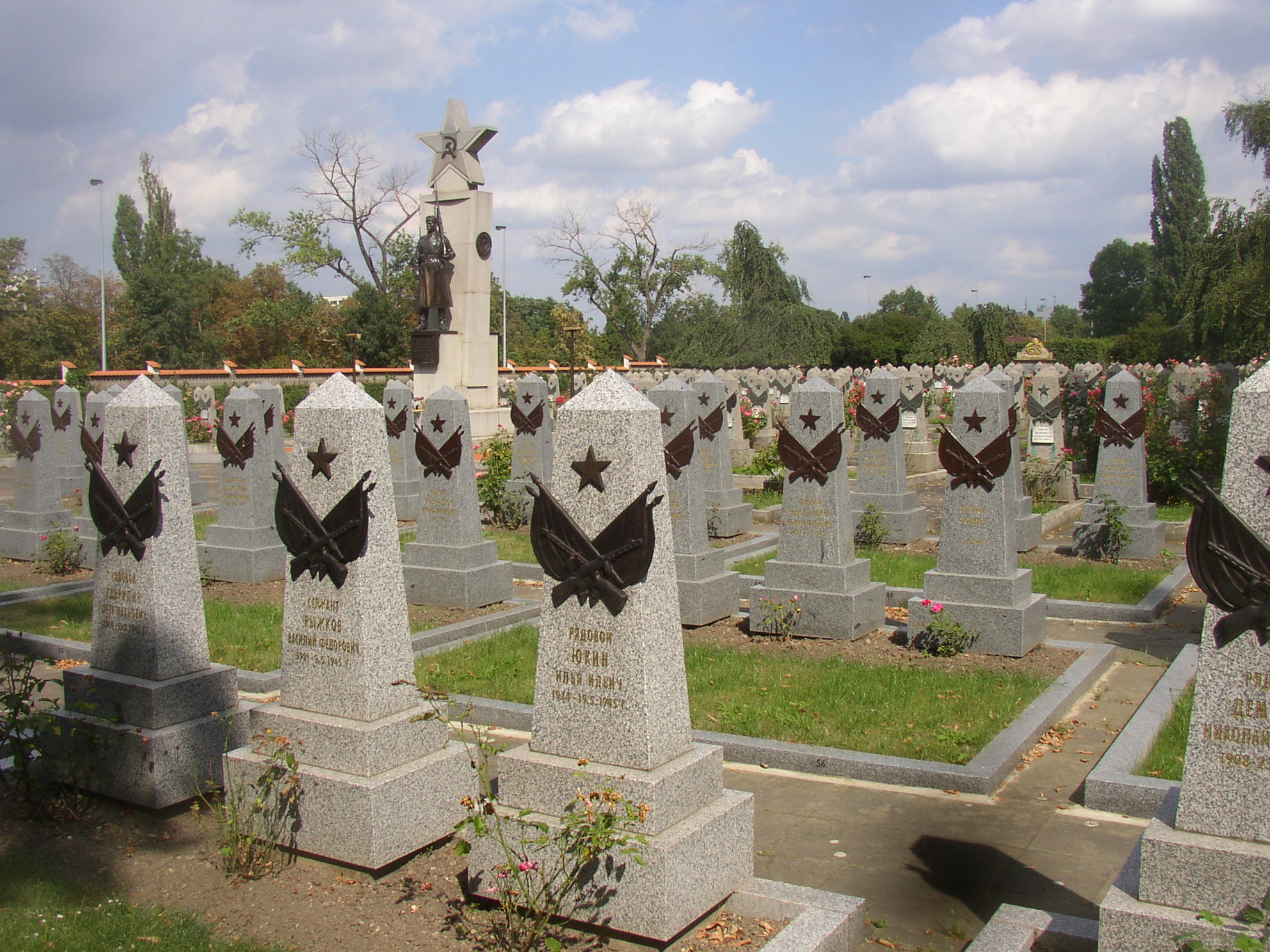
Stèles de soldats soviétiques, tombés au cours de la bataille, au cimetière d'Olšany à Prague.

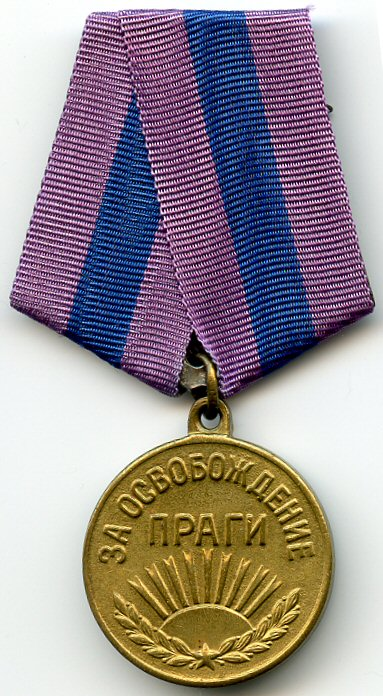
Environ 395000 Soviétiques se virent décerner la médaille « Pour la libération de Prague », établie le 9 juin 1945 par décret du Præsidium du Soviet suprême.

- Du côté soviétique :

Environ 12 000 tués ou disparus, 40 000 blessés ; 373 chars, 1 006 pièces d'artillerie et 80 avions détruits.